# Vitex madiensis
Espèce
Synonymes
- Vitex madiensis subsp. madiensis[2]

Vitex madiensis est une espèce de plantes à fleurs de la famille des Lamiaceae. C'est un arbuste ou un petit arbre originaire d'Afrique tropicale.

## Liste des variétés et sous-espèces
Selon Catalogue of Life (1 août 2018), World Checklist of Selected Plant Families (WCSP) (1 août 2018) et The Plant List (1 août 2018) :
- sous-espèce Vitex madiensis subsp. madiensis
- sous-espèce Vitex madiensis subsp. milanjiensis (Britten) F.White (1962)

Selon Tropicos (1 août 2018) (Attention liste brute contenant possiblement des synonymes) :
- sous-espèce Vitex madiensis subsp. madiensis Oliv.
- sous-espèce Vitex madiensis subsp. milanjiensis (Britten) F. White
- variété Vitex madiensis var. angustifolia W. Piep.
- variété Vitex madiensis var. aromatica W. Piep.
- variété Vitex madiensis var. baumii W. Piep.
- variété Vitex madiensis var. epidictyodes (W. Piep.) Verdc.
- variété Vitex madiensis var. gossweileri W. Piep.
- variété Vitex madiensis var. madiensis
- variété Vitex madiensis var. milanjiensis (Britten) G. Piep.
- variété Vitex madiensis var. schweinfurthii (Gürke) W. Piep.